# Antonio Pedrero
Antonio Pedrero López (Terrassa, 23 ottobre 1991) è un ciclista su strada spagnolo che corre per la Movistar Team, professionista dal 2016.

## Palmarès

### Strada
- 2009 (Juniors)

3ª tappa Vuelta al Besaya
- 2014 (Lizarte, una vittoria)

Classifica generale Vuelta a Navarra
- 2015 (Inteja, una vittoria)

9ª tappa Tour de la Guadeloupe (Les Abymes > Basse-Terre)
- 2021 (Movistar Team, due vittorie)

3ª tappa Route d'Occitanie (Pierrefitte-Nestalas > Le Mourtis)
Classifica generale Route d'Occitanie
- 2022 (Movistar Team, una vittoria)

3ª tappa Tour de l'Ain (Plateau d'Hauteville > Lélex)

#### Altri successi
- 2009 (Juniors)

Classifica scalatori Vuelta al Besaya

## Piazzamenti

### Grandi Giri
- Giro d'Italia

2018: 92º
2019: 46º
2020: 19º
2021: 22º
2022: 27º
- Tour de France

2023: ritirato (14ª tappa)
- Vuelta a España

2017: 51º
2019: 43º

### Classiche monumento
- Giro di Lombardia

2018: 62º
2021: ritirato